# Santiago Bessonnart
Cet article possède un paronyme, voir Bessonart.
Santiago Bessonnart dit Diego Bessonnart est un footballeur puis entraîneur uruguayen, né le 3 mai 1933 à Montevideo et mort le 24 octobre 1998 à Béziers.

## Biographie
Diego Bessonnart a évolué comme attaquant puis milieu offensif dans de nombreux clubs en France, comme Troyes, Béziers ou Metz. A été également entraîneur du FC Moutier en Suisse 
Très habile techniquement, il pêchait souvent par individualisme. Il éprouvait également beaucoup de difficultés à conserver une condition physique acceptable.
Il devient en 1967 entraîneur-joueur du CA Digne et fait monter le club de la Promotion d'honneur B à la Division d'honneur. Il quitte le club en 1977.

## Palmarès
- International uruguayen[réf. nécessaire]
- Vice-champion de France D2 1957 avec l'AS Béziers
- Vice-champion de France D2 1961 avec le FC Metz